# Drapaniás
Drapaniás, en grec moderne : Δραπανιάς, est un village du dème de Kissamos, dans le district régional de La Canée, de la Crète, en Grèce. Selon le recensement de 2011, la population de Drapaniás compte 270 habitants. Le village est situé à une altitude de 120 m et à une distance de 37 km de La Canée.

## Recensements de la population
| Recensements | 1961 | 1971 | 1981 | 1991 | 2001 | 2011 |
| ------------ | ---- | ---- | ---- | ---- | ---- | ---- |
| Population   | 446  | 365  | 349  | 348  | 288  | 270  |